# Miles Davis
Miles Dewey Davis III (Alton, Illinois, 26. svibnja 1926. – Santa Monica, Kalifornija, 28. rujna 1991.), američki jazz glazbenik, trubač i skladatelj. Smatra se jednim od najznačajnijih glazbenika 20. stoljeća.

## Životopis
Rođen je 1926. godine u Altonu. Za razliku od većine jazz glazbenika djetinjstvo je proveo u materijalnoj sigurnosti i okružen jazz glazbenicima. Svirati je počeo u srednjoškolskim orkestrima, a u isto vrijeme je uzimao privatne sate. U šesnaestoj godini se pridružuje sastavu Blue Devils. 
Srednju školu je završio 1945. godine i upisuje glazbeni konzervatorij, Juilliard School. Tada počinje i suradnja s Charliejem Parkerom. U njegovom bendu je svirao do 1949. godine, a onda se okreće samostalnom radu. Početkom 1950. godine objavljuje snimku ˝The Birth Of Cool Sides˝ s Miles Davis Bandom u kojem su svirali Claude Tornhill, Gil Evans, John Carusi i John Lewis.

## Vanjske poveznice
- Životopis (Muzika.hr)  Arhivirana inačica izvorne stranice od 2. lipnja 2009. (Wayback Machine)